# NBA Southeast Division
La Southeast Division è una Division della Eastern Conference del campionato NBA. Le altre Division della Eastern Conference sono: la Atlantic Division e la Central Division.
La prima classificata di ogni Division partecipa agli NBA Playoffs, insieme alle altre vincitrici di Division più le restanti cinque squadre con il miglior record (vittorie/sconfitte) di ciascuna Conference.

## Squadre
Fanno parte della Southeast Division le seguenti cinque squadre:
- Atlanta Hawks
- Miami Heat
- Charlotte Hornets
- Orlando Magic
- Wash. Wizards

## Albo d'oro della Southeast Division
Nota: in grassetto sono indicate le squadre campioni NBA.
- 2004-2005:  Miami Heat
- 2005-2006:  Miami Heat
- 2006-2007:  Miami Heat
- 2007-2008:  Orlando Magic
- 2008-2009:  Orlando Magic
- 2009-2010:  Orlando Magic
- 2010-2011:  Miami Heat
- 2011-2012:  Miami Heat
- 2012-2013:  Miami Heat
- 2013-2014:  Miami Heat
- 2014-2015:  Atlanta Hawks
- 2015-2016:  Miami Heat
- 2016-2017:  Wash. Wizards
- 2017-2018:  Miami Heat
- 2018-2019:  Orlando Magic
- 2019-2020:  Miami Heat
- 2020-2021:  Atlanta Hawks
- 2021-2022:  Miami Heat
- 2022-2023:  Miami Heat
- 2023-2024:  Orlando Magic
- 2024-2025:  Orlando Magic

## Vittorie per franchigia
| Squadra       | Titoli |
| ------------- | ------ |
| Miami Heat    | 12     |
| Orlando Magic | 6      |
| Atlanta Hawks | 2      |
| Wash. Wizards | 1      |